# Altoona, Iowa
Altoona este un oraș din comitatul Polk, statul Iowa din Statele Unite ale Americii.
1. ↑   https://www.altoona-iowa.com/government/city_council/mayor___council.php#collapse3710b0, accesat în 21 februarie 2024 Lipsește sau este vid: |title= (ajutor)
2. ↑  2010 U.S. Gazetteer Files, accesat în 9 iulie 2020